# Sēlija
Sēlija (lettisk: Sēlija eller Augšzeme, litauisk: Sėlija eller Aukšzemė) (Augšzeme/Aukšzemė ~ højlandet), er en historisk landsdel i Letland, som dækker den østlige del af den historiske landsdel Semgallen. Landsdelens største by og kulturelle centrum er Jēkabpils.
Det seliske sprog er uddødt, men nogle af regionens indbyggere taler stadig den letgalliske dialekt.
56°N 26°Ø / 56°N 26°Ø